# Lihou
Lihou är en liten tidvattenö väster om Guernsey och Kanalöarnas västligaste punkt. Vid lågvatten har ön kontakt med Guernsey. På ön finns bland annat resterna av ett benediktinkloster från 1100-talet.